# قوسشاغیل
قوسشاغیل (قزاقی: Қосшағыл) یک منطقه مسکونی در قزاقستان است که در استان آتیرائو واقع شده‌است.